# MIM-72 Chaparral
Le MIM-72A/M48 Chaparral était un système sol-air mobile autotracté de l'United States Army, basé sur le missile air-air AIM-9 Sidewinder (version navale pour Taïwan). Le lanceur, lui, est basé sur le véhicule de transport de troupes M113. Ce système était destiné à épauler le système de défense M163 Vulcan, le canon de ce dernier étant destiné à fournir une couverture antiaérienne à courte distance tandis que le Chaparral permettait de couvrir une distance plus importante.

## Développement

### Mauler
Démarrant en 1959, le commandement de l'aviation et des missiles de l'US Army (U.S. Army MICOM), commença le développement d'un ambitieux programme de missile antiaérien, désigné par leur programme « Forward Area Air Defense » (FAAD) et connu sous le nom de MIM-46 Mauler.
Le Mauler était basé sur un châssis de M113 modifié, transportant une plateforme rotative en forme de « A » sur le dessus, équipée de 9 missiles et de deux radars, l'un de recherche (à longue portée) et l'autre de conduite de tir (d'une portée plus restreinte). Le fonctionnement de ce système devait presque être entièrement automatisé, les opérateurs n'ayant qu'à sélectionner une cible sur leur écran radar et appuyer sur le bouton de mise-à-feu des missiles. L'engagement complet aurait été géré par l'informatique de contrôle de tir.
Lors des tests, le Mauler montra qu'il était sujet à de nombreux problèmes. La plupart étaient mineurs, comme ceux du propulseur ou des ailettes du missile, mais d'autres, comme ceux concernant le guidage où le contrôle de mise à feu, apparurent bien plus difficiles à résoudre. La stratégie de l'US Army des années 1950 (PENTANA) était basée sur la capacité d'intégrer une composante mobile à la défense antiaérienne, et les retards de plus en plus fréquents dans le développement du Mauler remettaient en question le programme dans son entier. Chose plus inquiétante encore, les Soviétiques étaient en train de mettre en service une nouvelle génération d'avions d'attaque. Pour toutes ces raisons, le programme du Mauler fut arrêté en 1963 et d'autres options furent étudiées.

### IFAAD
Il fut demandé au MICOM d'établir si oui ou non le missile AIM-9 Sidewinder de la Navy pouvait être adapté pour remplir le rôle d'armement sol-air. Étant donné qu'il était déjà doté d'un autodirecteur à infrarouge, il n'était pas sujet à être perturbé par les échos parasites provenant du sol, comme cela est souvent le cas avec les autodirecteurs à radar, tel celui du Mauler. En contrepartie le missile nécessitait un peu de temps pour verrouiller sa cible, et les autodirecteurs du moment n'étaient capables que d'accrocher une cible par l'arrière. Le rapport du MICOM fit preuve d'un optimisme prudent, affirmant que le Sidewinder pouvait être rapidement converti à sa nouvelle fonction, tout-en concédant qu'il conserverait malgré-tout des capacités d'engagement légèrement limitées.
Un nouveau concept, l'IFAAD (Interim Forward Area Air Defense : « défense aérienne intermédiaire de l'avant »), porta toute son attention au Sidewinder. Le principal problème venait du fait qu'à courte portée, le missile n'aurait pas assez de temps devant lui pour accrocher sa cible avant qu'elle ne disparaisse de son champ de vision. Il fallut donc concevoir un second véhicule pour remplir ce rôle, et un engin équipé d'un canon M61 Vulcan de calibre 20 mm fut mis à l'étude. Les deux devaient être manipulés manuellement pour la visée, éliminant ainsi le temps nécessaire (et perdu…) à un système automatique pour accrocher une cible et établir une solution de tir. Aucun des deux systèmes n'avait de place pour loger un quelconque radar, donc un système de radar séparé et équipé d'une liaison de données dut être développé pour accomplir cette mission.
Les études furent achevées en 1965 et le programme Chaparral commença, les premiers missiles XMIM-72A étant délivrés à l'US Army en 1967. Ford développa le véhicule M730, lui-même étant l'une des multiples versions dérivées du très populaire M113. Le premier bataillon de Chaparral fut déployé en mai 1969.
Un radar d'acquisition de cibles compact, l'AN/MPQ-49 Forward Area Alerting Radar (FAAR), fut développé en 1966. Travaillant en bande D et ayant une portée d'environ 20 km, il permettait d'apporter son aide au système Chaparral / Vulcan, même si en réalité il était transporté par un Gama Goat et ne convenait pas à une utilisation sur le front. Il contenait également le système d'identification ami ou ennemi (IFF) de type Mk.XII, et une section FAAR était constituée de trois hommes et un véhicule avec sa remorque.

## Caractéristiques

### Le missile

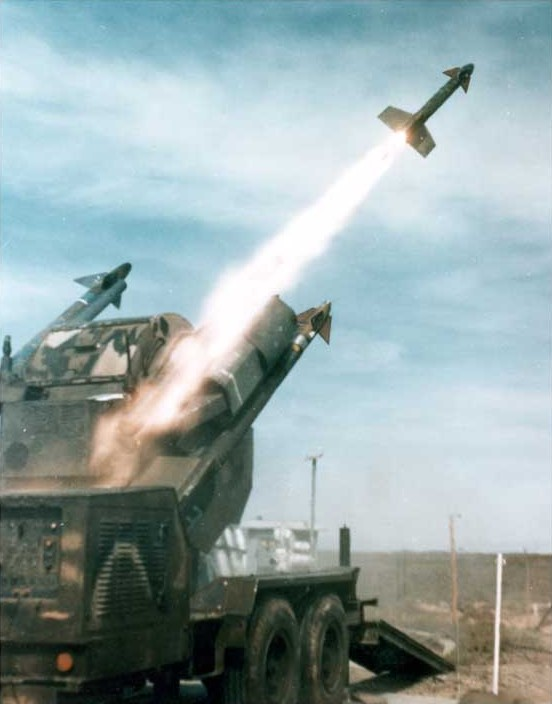
MIM-72 Chaparral de l'US Army faisant feu à une date et localisation inconnues.

Le missile MIM-72A était principalement basé sur l'architecture du Sidewinder. Sa principale différence résidait dans le fait que, pour réduire sa traînée aérodynamique,, seulement deux des ailettes du MIM-72A étaient mobiles, les deux autres étant désormais des plans fixes. On découvrit en effet que les surfaces mobiles généraient beaucoup de traînée à basse vitesse. Même si cela ne constituait généralement pas un problème réel pour le Sidewinder « aérien », ce dernier démarrant sa course à la même vitesse que son avion tireur, cela pouvait entraver les performances du Chaparral, devant partir à une vitesse nulle. Il y eut beaucoup d'autres changements, si bien que les avions capables de tirer des Sidewinders ne pouvaient pas employer de Chaparrals, et vice-versa.
Comme le FIM-43 Redeye, le MIM-72A utilisait un capteur à infrarouge de première génération, ne permettant d'engager une cible que depuis ses arrières et pouvant être facilement leurré par les leurres thermiques et les brouilleurs de type « Hot Brick », tel le L166 équipant l'hélicoptère russe Mi-24 Hind. Une version B similaire, utilisée pour l'entraînement, était identique à la version A mais dotée d'une fusée différente.
Le propulseur à carburant solide Mk.50 du Chaparral était essentiellement similaire au Mk.36 Mod 5 qui équipait l'AIM-9D.

### Le véhicule

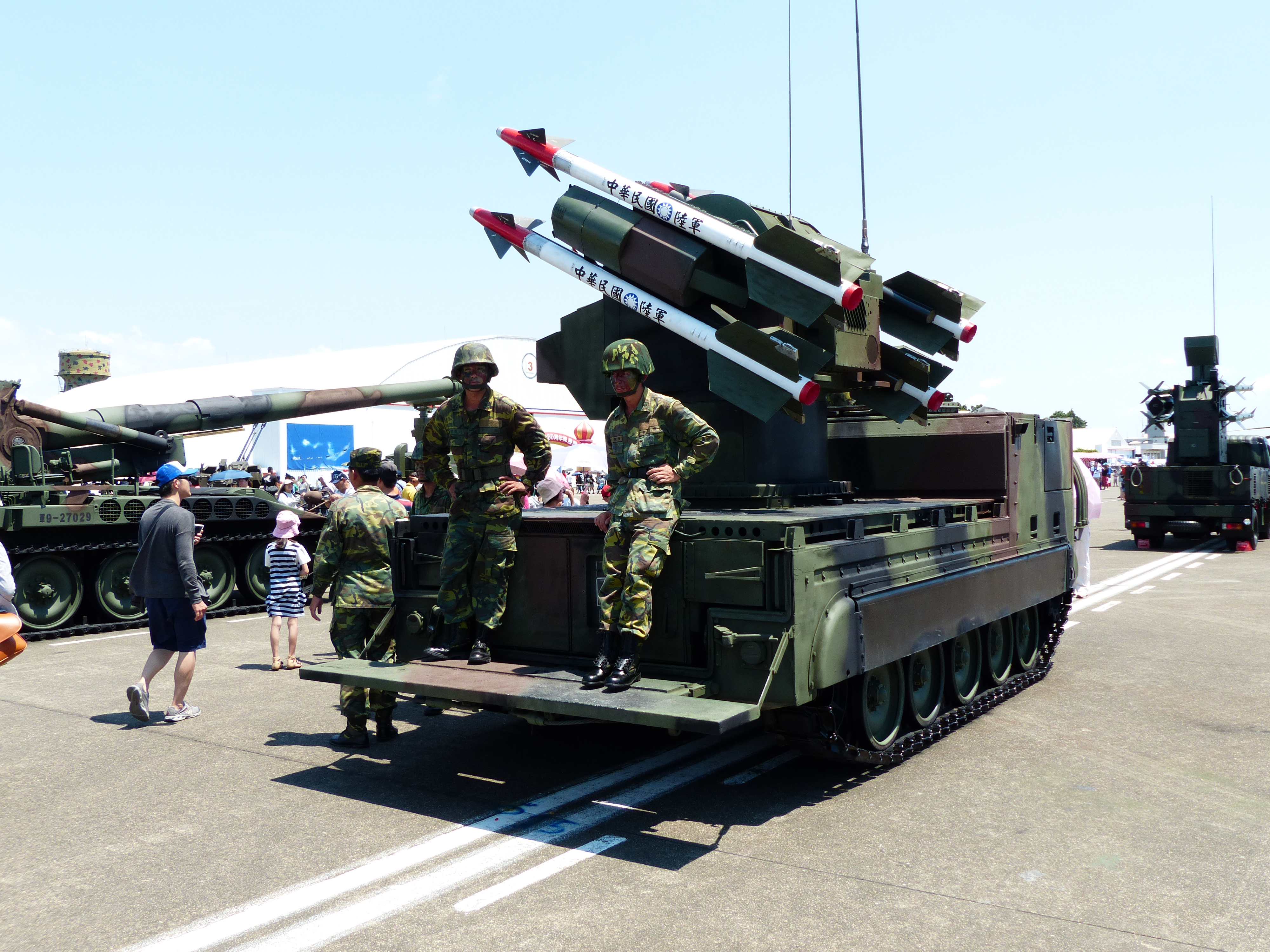
Un lanceur M730A1 taïwanais et ses missiles en 2013.

Le missile MIM-72 était tiré depuis un véhicule à chenilles M730, équipé d'un lance-missiles M54 capable de supporter 4 missiles prêts à l'emploi. L'ensemble véhicule et missiles porte la désignation de M48.
Initialement désigné XM548E1, le véhicule lanceur M730 était issu du véhicule utilitaire à chenilles M-548 et était construit par Ford en Californie. Il était équipé d'une cabine occupant toute sa largeur et dotée d'un pare-brise et d'un toit rabattables. Il pouvait être doté de jupes étanches et était totalement amphibie. Lors d'un lancement, la cabine était « boutonnée » à la structure et le socle de l'affût lanceur était soulevé. L'emplacement du tireur, entre les deux paires de rails lance-missiles, était doté de l'air conditionné.
Le véhicule contenait un casier supplémentaire, dans lequel huit missiles additionnels pouvaient être stockés. Lorsqu'ils devaient être fixés sur les rails lors du rechargement, ils devaient être débarrassés de leur emballage d'usine et chargés à la main. Les ailettes n'étaient fixées au missile qu'après leur montage sur les rails de lancement.
Le M-730 pouvait être aérotransporté, par des avions de type C-130 Hercules ou plus gros, mais ne pouvait pas être parachuté.

### Évolutions
La version « C » du missile, de 1974, était dotée d'un système de guidage amélioré, lui offrant une capacité « tous aspects », ainsi que d'une nouvelle fusée à radar Doppler et d'une charge militaire améliorée. Ces deux derniers éléments provenaient en fait du défunt programme concernant le Mauler. Les modèles de la version « C » furent déployés en unité de 1976 à 1981, atteignant leur statut opérationnel en 1978. Une version « D » expérimentale fut un temps envisagée mais jamais mise en service. Elle prévoyait d'employer la charge militaire de la version « C » avec l'autodirecteur de la version « A ».
Une version navale du missile fut également développée, étant basée sur la version C du missile. Ce nouveau missile, le RIM-72C Sea Chaparral, ne fut jamais adopté par la marine américaine, qui lui préféra sans doute le RIM-116 Rolling Airframe Missile, mais fut exporté vers Taïwan.
Le système Chaparral est actionné manuellement, les opérateurs traquant leur cible visuellement, donnant au lanceur l'orientation grossière de ses rampes vers la cible et attendant que l'autodirecteur du missile se verrouille dessus. Ce principe d'emploi, très similaire à celui des lance-missiles portatifs de type Stinger ou autres, ne convient cependant pas pour éliminer un hélicoptère jouant à « saute-mouton » derrière les arbres ou le relief.
En 1977, les compagnies Ford et Texas Instruments démarrèrent un nouveau projet permettant de donner au Chaparral des capacités « tous temps », par l'ajout d'une caméra FLIR aux systèmes déjà présents sur le véhicule. Lors des tests de ce système, effectués en 1978, le missile employait également un nouveau propulseur sans fumée, qui améliorait de manière considérable la vision après le tir et facilitait ainsi le tir des missiles suivants. Les tests furent un succès, et les mises à jour avec le FLIR furent entreprises en septembre 1984. Les missiles déjà existants furent équipés du nouveau propulseur et devinrent des MIM-72E, alors que les nouveaux modèles produits, bien qu'identiques, furent désignés MIM-72F.
La dernière modification appliquée au missile, opérée en 1980, remplaça son autodirecteur par celui, bien plus performant, du FIM-92 Stinger. Ce capteur est considérablement plus efficace pour voir des cibles en dehors de son axe de vol, tout en étant capable de rejeter la plupart des formes de brouillages connues. Ford se vit attribuer le contrat pour la livraison de cette nouvelle version MIM-72G, commençant en 1982, et tous les missiles déjà existants avaient été convertis à ce standard vers la fin des années 1980. Les nouveaux modèles « G » suivirent entre 1990 et 1991. À cette même période, le système avait déjà commencé à être retiré du service dans l'armée régulière et fut cédé à la Garde Nationale.
Seulement deux versions du MIM-72 furent développées pour l'exportation : Le MIM-72H, dérivé du MIM-72F, et le MIM-72J, un modèle « G » avec un système de guidage et de contrôle légèrement rétrogradé.

### Un cas particulier: le M-85
Le 24 septembre 1983, le Congrès américain commanda une version tractée du Chaparral pour les unités de combat, le M-85.
Ce MIM-72 sur remorque était en fait essentiellement un M-42 dont seules les parties non liées au véhicule M-730 avaient été conservées et installées sur une remorque à roues. Cependant, en raison du coût de maintenance du véhicule tracteur qui l'accompagnait, les économies de budget furent bien plus maigres que ce que le Congrès avait espéré. Finalement, la production de cette version fut rapidement abandonnée, au bout de 13 exemplaires seulement, et seule une unité utilisa ce modèle de Chaparral, le 3e bataillon  de la 35e brigade d'artillerie de défense aérienne (en) de Fort Lewis, à Washington.

## Carrière opérationnelle

### États-Unis (continent américain)
- 3rd Battalion, 2nd Air Defense Artillery, 35th ADA Brigade, I Corps : employa 2 batteries de défense aérienne chenillées, et l'unique batterie sur remorque M-85 connue à-ce jour ;
- Batteries Charlie et Delta, 1st Battalion, 67th Air Defense Artillery, 9th Infantry Division, Fort Lewis, Washington : de la fin des années '70 jusqu'au milieu des années '90 ;
- 200th ADA and 111th ADA Battalions, Garde Nationale du Nouveau-Mexique ;
- Batteries Charlie et Delta, 2d battalion, 5th air defense artillery 2nd Armor Division, Fort Hood, Texas ;
- Batteries Charlie et Delta, 1st battalion, 68th air defense artillery 1st cavalry Division, Fort Hood, Texas.

### États-Unis (unités en Allemagne de l'Ouest)
- Batteries Charlie et Delta, 1st Battalion, 59th Air Defense Artillery, 8th Infantry Division : d'abord situées à Mayence et déménagées vers Wackernheim en 1973 ;
- 2nd Battalion, 59th Air Defense Artillery, Division Artillery, 1st Armored Division, Schwabach ;
- 2nd Battalion, 60th Air Defense Artillery, plus-tard renommé 3rd Battalion, 44th Air Defense Artillery, en 1988 : Le bataillon possédait des batteries stationnées sur les bases aériennes de Ramstein AFB, Zweibrücken AFB, et Sembach AFB, affectées à la défense des terrains d'aviation ;
- 6th Battalion, 56th Air Defense Artillery, plus-tard renommé 5th Battalion, 44th Air Defense Artillery, en 1988 : le bataillon possédait des batteries stationnées sur les bases aériennes de Spangdahlem AFB, Bitburg AFB et Hahn AFB ;
- 3rd Battalion, 67th Air Defense Artillery : le bataillon possédait une batterie stationnée sur la base aérienne de Giebelstadt ;
- 3rd Battalion, 61st Air Defense Artillery, Spearhead Division, batterie Delta : stationnée à Budingen, à l'Armstrong Kaserne, en 1978.

### Autres
Le M48A3 équipa également d'autres unités, en Corée du Sud et dans d'autres pays.
Le système fut également déployé durant l'opération Tempête du désert, mais n'engagea aucun avion ennemi, ces derniers ayant été détruits par l'aviation alliée dès les débuts du conflit.

## Versions
- MIM-72A : Missile original ;

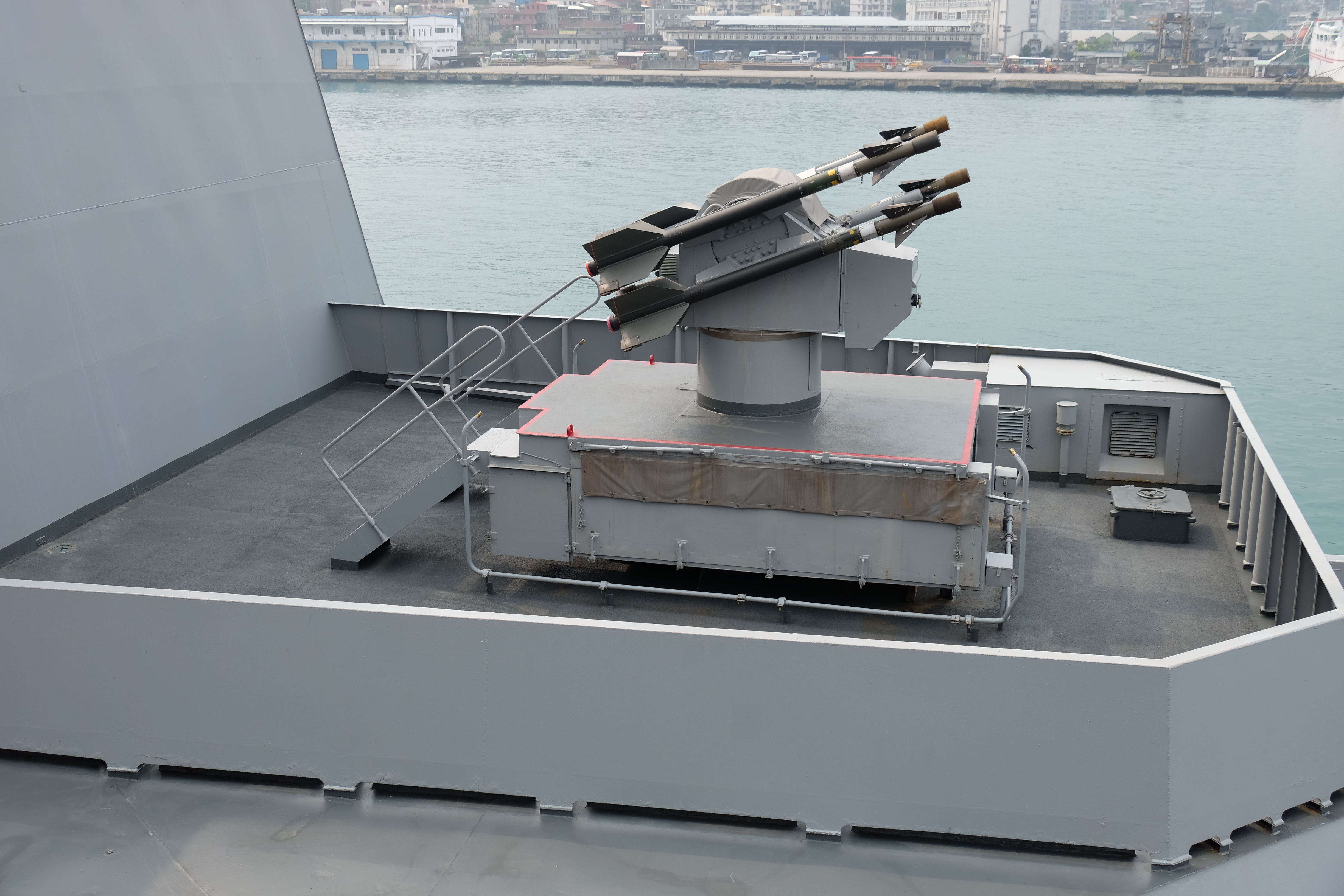
Lanceur RIM-72C sur la frégate ROCS Si Ning en 2015.

- MIM-72B : Missile d'entraînement, dérivé du MIM-72A et doté d'une fusée différente ;
- MIM-72C : Improved Chaparral. Intègre un autodirecteur AN/DAW-1 amélioré, une fusée à effet Doppler M817 et une charge militaire à fragmentation M250, de 12,6 kg. Ces améliorations donnent au missile une capacité « tous-aspects ». Produit entre 1976 et 1981, il entra en service en novembre 1978. Portée étendue à 9 000 m ;
- RIM-72C : Sea Chaparral. Version navale, évaluée mais non déployée dans la marine américaine. Adoptée par l'marine de Taïwan ;
- MIM-72D : Missile expérimental, abandonné avant sa mise en production. Autodirecteur du MIM-72A et charge militaire du MIM-72C ;
- MIM-72E : Anciens missiles MIM-72C, équipés du nouveau propulseur sans fumée M121 ;
- MIM-72F : Missile équipé d'origine du moteur M121 ;
- MIM-72G : Missile équipé d'un nouvel autodirecteur AN/DAW-2, dérivé de celui du FIM-92 Stinger. Résistance élevée aux contre-mesures. Tous les missiles antérieurs ont été améliorés à ce standard à la fin des années 1980. Produits entre 1990 et 1991 ;
- MIM-72H : Version d'exportation du MIM-72F ;
- MIM-72J : Version d'export rétrogradée du MIM-72G ;
- M30 : Maquette inerte d'entraînement.

## Utilisateurs

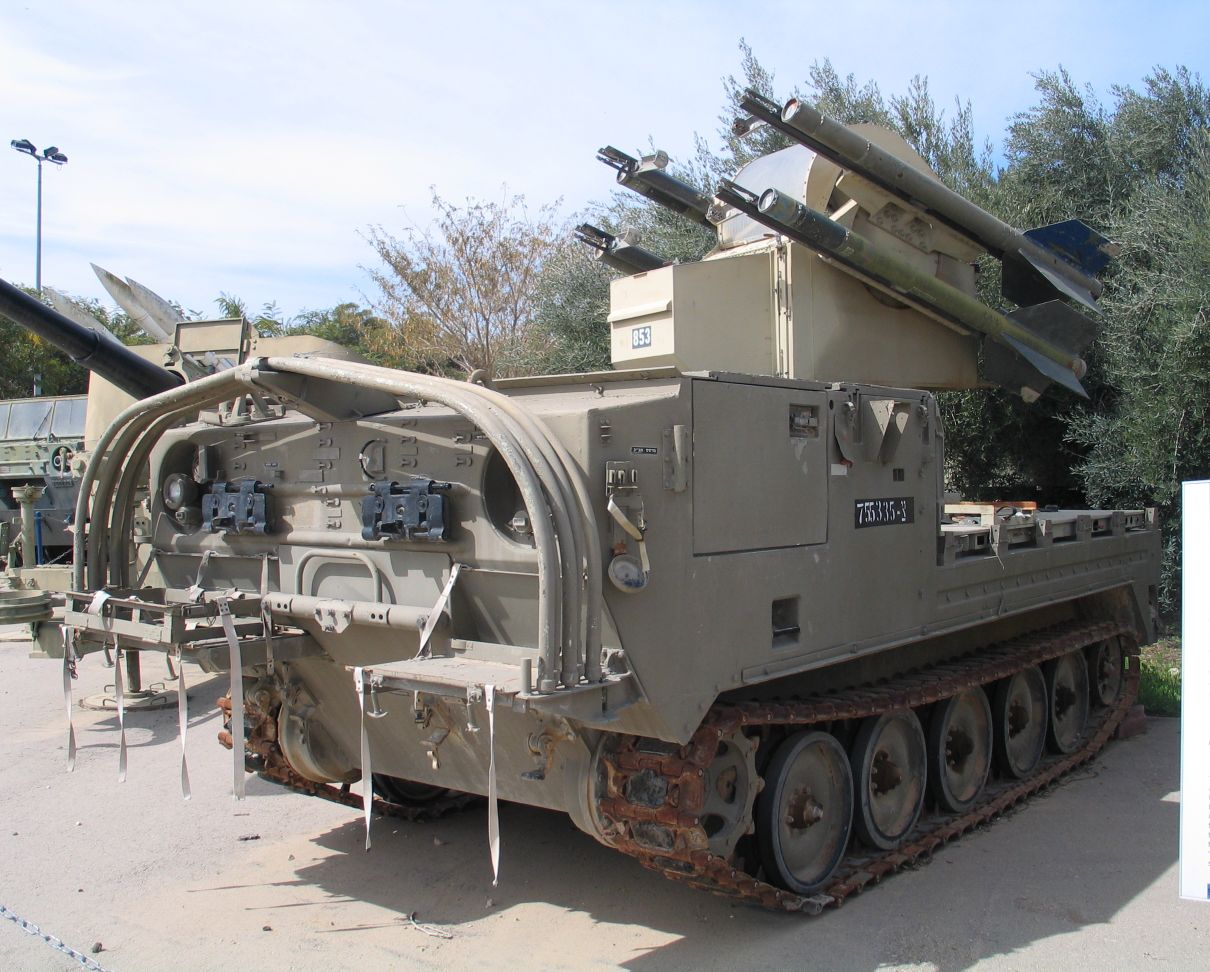
Le MIM-72 utilisé en Israël.

États-UnisL'US Army avait un stock de 5 358 missiles et 596 unités de tir. D'après une décision de 1994, leur désactivation fut programmée, et toutes les unités avaient été retirées du service en 1997.
 ChiliUn petit nombre d'unités reçues au début des années 1990. Conséquence du relief tourmenté de ce pays, beaucoup de poches de vide étaient présentes dans la défense anti-aérienne, et les missiles MIM-72, associés aux missiles Mistral jouaient également un rôle semi-stratégique. Retirés du service.
 ÉquateurL'Équateur emploie 18 véhicules et un nombre inconnu de missiles. Ces lanceurs furent acquis pendant les années 1990 et il est supposé qu'ils seraient issus du stock d'armes israélien. On suppose, en 2013, que l'Équateur continue à en faire usage, mais rien n'est vraiment clair à ce sujet.
 ÉgypteLa première commande égyptienne fut assez importante : 26 véhicules et 450 missiles, pour un prix de 112 millions de dollars. D'autres commandes suivirent, comme celle de 25 véhicules supplémentaires en 1992-1993 pour 220 millions de dollars (incluant des radars « Trackstar ») et une autre arrivée de 600 missiles supplémentaires, à la suite d'un débarras de l'armée américaine lors de l'arrêt de leur service. En 2012, l'activité de ces systèmes reste importante et on considère qu'une ou deux douzaines de lanceurs demeurent en usage quotidien dans l'armée égyptienne. Ils sont remis à niveau à la suite d'un contrat de 17,2 millions de dollars annoncé en 2020
 IsraëlLa commande initiale de l'État d'Israël était destinée à un effort d'urgence, pendant la guerre du Kippour de 1973. Elle était de 250 missiles (des versions « A » à faible capacité, directement issues des stocks de l'US Army) et d'environ 24 à 36 véhicules. De nombreuses autres commandes suivirent : une commande de 826 missiles MIM-72H plus performants en 1980, suivie par une commande de 250 missiles supplémentaires en 1982, pour une somme de 12,1 millions de dollars. En 1999, 36 véhicules et 160 missiles supplémentaires furent fournis à prix réduit, à la suite de leur déclassement au sein de l'armée américaine. À l'heure actuelle, il est impossible de déterminer avec exactitude si le Chaparral est toujours en service en Israël, mais il semblerait que les derniers systèmes existants fassent partie des unités de réserve.
 MarocLe Maroc reçut 37 véhicules et 504 missiles entre 1976 et 1977. Quoiqu'en pensent les autres utilisateurs du Chaparral, les militaires marocains ont pour lui une grande estime et le considèrent toujours à l'heure actuelle comme une pièce maîtresse de leur dispositif de défense aérienne. Les 37 véhicules sont tous encore en service.

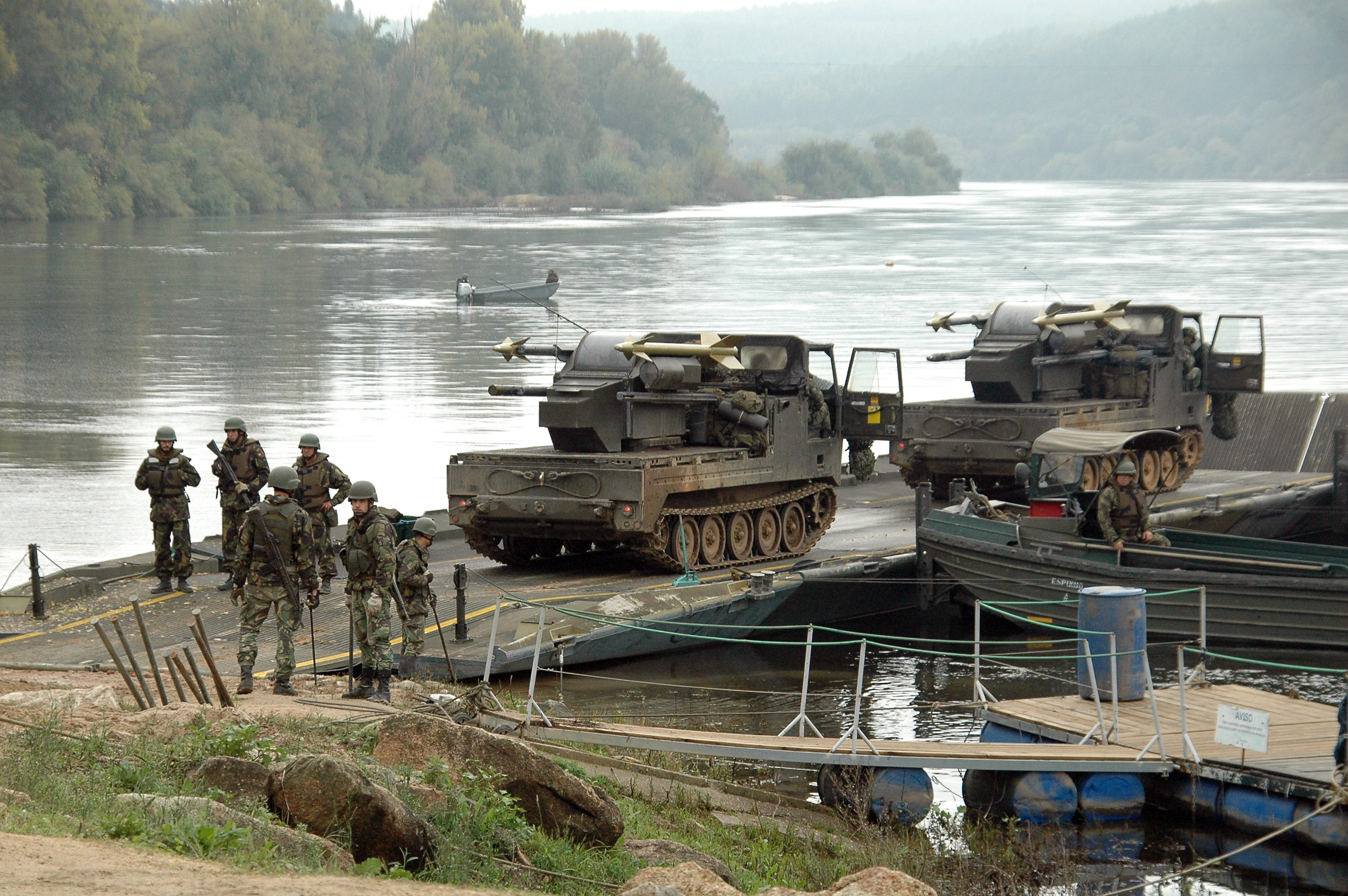
Deux véhicules portugais sur un pont flottant en 2015.

 PortugalLe Portugal reçut 5 véhicules et 100 missiles en 1989, payés par d'autres alliés de l'OTAN, et utilisés de manière conjointe dans des batteries composites, avec des canons antiaériens M163 VADS fournis au même moment. L'Armée de terre portugaise perçoit un total de 34 systèmes (23 en version A3 et 11 en version A2) En 2006, les États-Unis donnèrent 96 missiles supplémentaires, accompagnés d'un stock de pièces de rechange pour le missile et le véhicule (ailettes, support de maintenance, pièces détachées moteur, etc.). Il est fort probable que cette donation de la part des américains visait à les débarrasser de leur reste de stocks afin de ne plus rien détenir contenant ce missile et son système d'armes. Ce fut la dernière transaction de Chaparral, et il fut entendu qu'elle serait effectuée sans promesse de support ou de suivi, le système n'existant désormais plus dans l'inventaire US. Retiré du service en 2018/
 Taïwan
- Corps des Marines de la République de Chine : construit sur un châssis de M113.
- Marine de la République de Chine : installé sur des frégates de type La Fayette et les Landing Ship Tank Newport.

 TunisieLa Tunisie reçut 26 lanceurs et 354 missiles en 1979, à la suite d'un contrat de 11,3 millions de dollars. 311 missiles supplémentaires (tous les MIM-72H) furent reçus en 1983, à la suite d'un contrat de 24 millions de dollars. Lors du déclassement du missile par l'US Army, 600 missiles supplémentaires furent livrés (un mélange de versions « C » et « H »). De nos jours, l'un des véhicules a été radié des services, à la suite d'un accident, mais les autres demeurent en service.
La Grèce et la Colombie avaient évalué le MIM-72 mais l'avaient rejeté.